# Campionato balcanico maschile di pallacanestro 1959
Il 1º Campionato Balcanico Maschile di Pallacanestro, si è disputato a Bucarest, in Romania, tra il 12 e il 16 agosto 1959.
Alla manifestazione prese parte anche la Romania universitaria, i cui risultati però non vennero conteggiate nella classifica finale.

## Risultati
|    | Nazionale             | G | V | P | PF  | PS  | Diff. |
| -- | --------------------- | - | - | - | --- | --- | ----- |
| 1  | Bulgaria              | 4 | 3 | 1 | 297 | 237 | +60   |
| 2. | Jugoslavia            | 4 | 3 | 1 | 312 | 214 | +98   |
| 3. | Romania               | 4 | 3 | 1 | 324 | 209 | +115  |
| 4. | Romania universitaria | 4 | 1 | 3 | 213 | 278 | -65   |
| 5. | Albania               | 4 | 0 | 4 | 133 | 341 | -208  |

## Classifica finale
| -  | Paese                 | Formazione |
| -- | --------------------- | ---------- |
|    | Bulgaria              |            |
|    | Jugoslavia            |            |
|    | Romania               |            |
| 4. | Romania universitaria |            |
| 5. | Albania               |            |